# Хориямб
Хория́мб (от др.-греч. χορίαμβος) — понятие из теории стихосложения:
- в силлаботоническом стихосложении — сверхсхемное ударение, когда в стихотворении, написанном ямбом (обычно четырёхстопным), в одной стопе словесное ударение падает на первый слог, а в следующей стопе — на второй слог. В ямбе хориямб обычно создаётся с помощью односложного слова.
- в античной поэзии — шестидольная стопа с применением хорея и ямба, содержащая четыре слога.

## Примеры
В ча́с не|забве́н|ный, в час | печальный

   Я долго плакал пред тобой.

  А. Пушкин

   Ко́нь спо|тыка́|ется | под ним.

  М. Лермонтов

   Ве́к де|вятна́д|цатый | желез|ный…

  А. Блок

   Ко́ни | изму́|чились, | и ку|чер как | ни бил|ся,

   Пришлось хоть стать. Слезает с козел он.

  И. Крылов

   Кро́ме | любви́, | она | не зна|ла,

   Она не знала ничего.

  М. Лермонтов

   О, если б знали вы, друзья,

   Хо́лод | и мра́к | гряду|щих дней!

  А. Блок

   Ма́стер | заво́|да но|мерно|го,

   Потомок русских пушкарей…

  С. Кирсанов